# ホセ・リモン
ホセ・アルカディオ・リモン（1908年1月12日-1972年12月2日）は、舞踊家であり、現在「リモンテクニック」として知られるメソッドを創設した振付家である。 
1940年代に「ホセリモンダンスカンパニー（現在のリモンダンスカンパニー）」を設立し、1968年には「ホセリモン財団」を発足させ創作活動を続けた。
自身の作品振付において、リモンは身体を通して経験される人間の生の複雑さに問いかけた。大きく、本能的な動きは、感情のやり取りを求める彼の舞踊特性を現す。リーチング（到達）、ベンディング（屈曲）、プリング（牽引）、グラスピング（把握）といった動作テクニックが例として挙げられる。リモンの師であるドリス・ハンフリーの理論、すなわち身体の重さと力学の重要性についての考えに触発された部分があり、リモン独自のテクニックは落下と均衡回復のリズムを強調する。さらに、踊りの流れを途切れさせないための適切な呼吸にも重きを置いた。また、感情を表現するため、ハンフリーとチャールズ・ワイドマンが開発したダンス用語を使用した。極めて自然に重力に逆らわない感覚の身体の動きを採用するのに加え、バレエより緩やかで遊びのある舞踊法が用いられた。
リモンの最もよく知られる作品は、ウィリアム・シェイクスピアの『オセロ』を題材とした『ムーア人のパヴァーヌ』（The Moor’s Pavane,1949）であり、名誉ある賞を獲得した。そのほかの作品に、マッカーシー公聴会の世間を賑わせた多様な演説主題と、エルナン・コルテスの通訳として仕えたメキシコ人奴隷マリンチェに着想を得た『反逆者（The Traitor）』がある。
リモンは舞踊に合わせて音楽を選定する傾向にあり、ルートヴィヒ・ヴァン・ベートーヴェンやフレデリック・ショパンからアーノルド・シェーンベルク、さらにはエイトール・ヴィラ=ロボスまで、様々な作曲家たちの音楽が使われた。

## 生涯

### 青年期まで
メキシコのクリアカンにて、12人兄弟の長男として生まれ、7歳の時に家族とともにアメリカ合衆国カリフォルニア州ロサンゼルスへ渡った。
高校卒業後はカリフォルニア大学ロサンゼルス校にて美術を学ぶ。1928年にニューヨークへ移住し、デザインの勉強を続ける。翌1929年、彼はダンスに魅了され、ハンフリー・ウェイドマンスクールというダンスの専門学校へ入学する。

### 初期のキャリア
1930年、リモンはブロードウェイで初舞台を踏む。
1941年、リモンはメイ・オドネルというダンサーと活動を共にするため、ハンフリー・ウェイドマンカンパニーを退団する。
1942、リモンはハンフリー・ウェイドマンカンパニーの創設メンバーでマネージャーをしていたポーリーン・ローレンス（Limón married Pauline Lawrence）と結婚する。その後、オドネルとパートナーシップを取り消し、ハンフリー・ウェイドマンカンパニー向けのプログラムを制作する。